# Kreuzeckbahn (Kärnten)

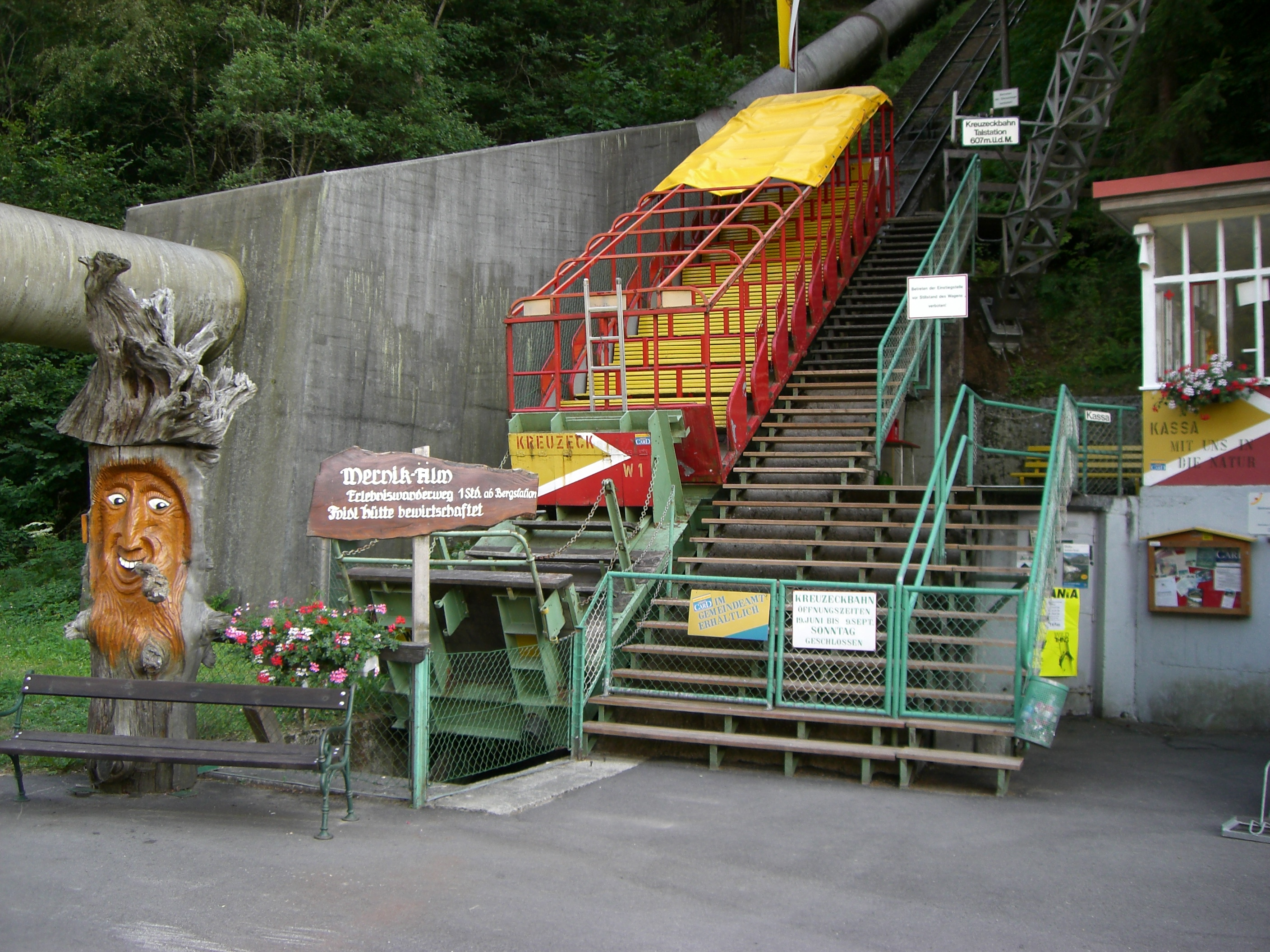
Talstation der Kreuzeckbahn mit Waggon

Die Kreuzeckbahn ist eine Standseilbahn, deren Talstation bei 605 m ü. A. in Kolbnitz im Mölltal in Kärnten in Österreich liegt. Sie kann gegen Bezahlung von jedermann genutzt werden und dient auch als Zubringer für Wanderrouten.
Auf der gegenüberliegenden Talseite stieg die Reißeckbahn, eine weitere, größere Standseilbahn empor, die 2016 stillgelegt wurde.
Beide Bahnen dienten zum Materialtransport beim Bau der riesigen Druckrohrleitungen der Kraftwerksgruppe Reißeck-Kreuzeck, die im Tal in das Kraftwerk Kolbnitz münden. Die Kreuzeckleitung gehört zu einem Tagesspeicherwerk.
Für die Kreuzeckbahn konnte infolge günstiger Geländeverhältnisse das leistungsfähigere „Pendelsystem“ gewählt werden. Es gibt zwei Wagen mit einer automatischen Ausweiche in der Streckenmitte. Die Strecke ist 1.370 m lang und führt über einen Höhenunterschied von 606 m. Die Neigung der Trasse liegt zwischen 29 und 75 Prozent. Die Bergstation der Kreuzeckbahn liegt nahe am Speicher Roßwiese auf 1211 m ü. A.